# Cabiネット

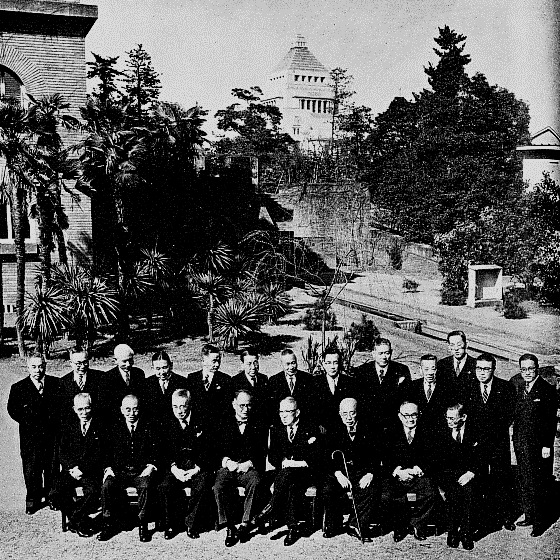
写真公報（1955年5月号）に掲載された第2次鳩山一郎内閣の閣僚

Cabiネット（きゃびネット）は、2002年から2010年まで出版されていた内閣および政府の広報誌である。

## 概要
1954年（昭和29年）に『写真公報』として出版。著者や出版社を変えながら2002年（平成14年）に『Cabiネット』として出版。第1次安倍内閣であった2007年にフリーペーパー化などのリニューアルをしたが、鳩山由紀夫内閣であった2009年（平成21年）の行政刷新会議にて、廃刊が決定され、2010年（平成22年）4月に発行を終了した。
誌名は、英語で内閣を意味するcabinetと、ネットワークを組み合わせた造語である。

## 沿革
- 1954年（昭和29年）5月 - 『写真公報』（しゃしんこうほう）として大蔵省印刷局が著、大蔵省印刷局が出版[5]。
- 1960年（昭和35年）7月 - 『グラフ政府の窓』（グラフせいふのまど）として総理府と大蔵省印刷局が著、大蔵省印刷局が出版[6]。
- 1961年（昭和36年）5月 - 『フォト』として時事画報社が著、時事画報社が出版[7]。
- 2002年（平成14年）4月 - 『Cabiネット』（きゃびネット）として内閣府大臣官房政府広報室と時事画報社が著、時事画報社が出版[8]。
- 2010年（平成22年）4月 - 発行を終了。